# Matróssovo
Matróssovo (en rus: Матросово) és un poble de l'óblast de Sakhalín, a l'Extrem Orient de Rússia, que el 2013 tenia 96 habitants. Pertany al districte de Poronaisk.